# Curetis phaedrus
Curetis phaedrus är en fjärilsart som beskrevs av Jean Baptiste Boisduval 1836. Curetis phaedrus ingår i släktet Curetis och familjen juvelvingar. Inga underarter finns listade i Catalogue of Life.